# قانصوه خمسمائه
قانصوه خمسمائه (به عربی: الأشرف أبو النصر قانصوه خمسمائة الأشرفي) نوزدهمین سلطان مملوکی برجی و چهل‌وسومین سلطان در ترتیب کل فرمانروایان ممالیک بود. وی از ۲۸ جمادی‌الاولی تا ۱ جمادی‌الثانیه ۹۰۲ق برای سه روز سلطان ممالیک مصر گردید.
او در آغاز برده سلطان اشرف قایتبای بود و از این‌رو، او را قانصوه اشرفی می‌خواندند. سپس برای عدم اشتباه با قانصوه اشرفی که برادرزن سلطان بود، از آن‌جا که فرمانده یک دسته ۵۰۰ نفری از سربازان مملوکی بود، عنوان خمسمائه نیز به لقب او افزوده شد. وی در زمان سلطان قایتبای به مقام امیرآخور رسید و سپس دوات‌دار سلطان گردید.

## فرمانروایی
سلطان ناصرالدین محمد بن قایتبای پس از درگذشت سلطان قایتبای در روز شنبه ۱۶ ذوالقعده سال ۹۰۱ هجری هنگامی که سیزده‌ساله بود، به پادشاهی مصر رسید و در این زمان قانصوه خمسمائه یکی از فرماندهان سپاه ممالیک بود. سن کم پادشاه این فرصت را به‌وجود آورد تا حدود شش ماه بعد در روز چهارشنبه ۲۸ جمادی‌الاولی ۹۰۲ قانصوه خمسمائه با برکناری محمد بن قایتبای و با احضار خلیفه عباسی، عبدالعزیز متوکل علی الله و قاضی‌های قاهره با لقب الاشرف ابوالنصر به قدرت برسد. با این حال، فرمانروایی قانصوه خمسمائه تنها ۳ روز به طول انجامید؛ با این توضیح که او پس از نشستن بر تخت فرمانروایی ممالیک، در روز پنج‌شنبه به دژی که محمد بن قایتبای به‌همراه شماری از بردگان و ممالیک پدرش به آن پناه برده بود، یورش برد. در این میان، نزدیک به هزار تن از ممالیک همراه محمد بن قایتبای به سرکردگی دایی‌اش قانصوه اشرفی، به پشتیبانی از او برخاستند و با سلطان قانصوه خمسمائه درگیر شدند. او پس از این درگیری که از آن جان سالم به‌‌در برده بود، به کاخ بازگشت. قانصوه خمسمائه در روز جمعه پس از آن‌که از تغییر حالت ممالیک نسبت به خود آگاه شد، از قاهره گریخت و در روز شنبه، یکم جمادی‌الثانیه سال ۹۰۲ با احضار خلیفه و با پشتیبانی قانصوه اشرفی، سلطان محمد بن قایتبای دوباره به فرمانروایی مصر بازگشت.

## پیوند ازدواجی با دیگر سلاطین برجی
سلطان قانصوه خمسمائه پیش از فرمانروایی با دختر اتابک ازبک من ططخ ظاهری پیمان زناشویی بست. مادر این دختر، فاطمه دختر سلطان سیف‌الدین جقمق بود و از این‌رو، قانصوه خمسمائه داماد دختر سلطان جقمق به‌شمار می‌رفت.